# Systropus fudingensis
Systropus fudingensis är en tvåvingeart som beskrevs av Yang 1998. Systropus fudingensis ingår i släktet Systropus och familjen svävflugor. Inga underarter finns listade i Catalogue of Life.